# Solitärtinamo
Solitärtinamo (Tinamus solitarius) är en fågel i familjen tinamoer inom ordningen tinamofåglar.

## Utbredning och systematik
Fågeln förekommer från östra Brasilien till sydöstra Paraguay och provinsen Misiones i nordostligaste Argentina. Den behandlas som monotypisk, det vill säga att den inte delas in i några underarter.

## Status
IUCN kategoriserar arten som nära hotad.

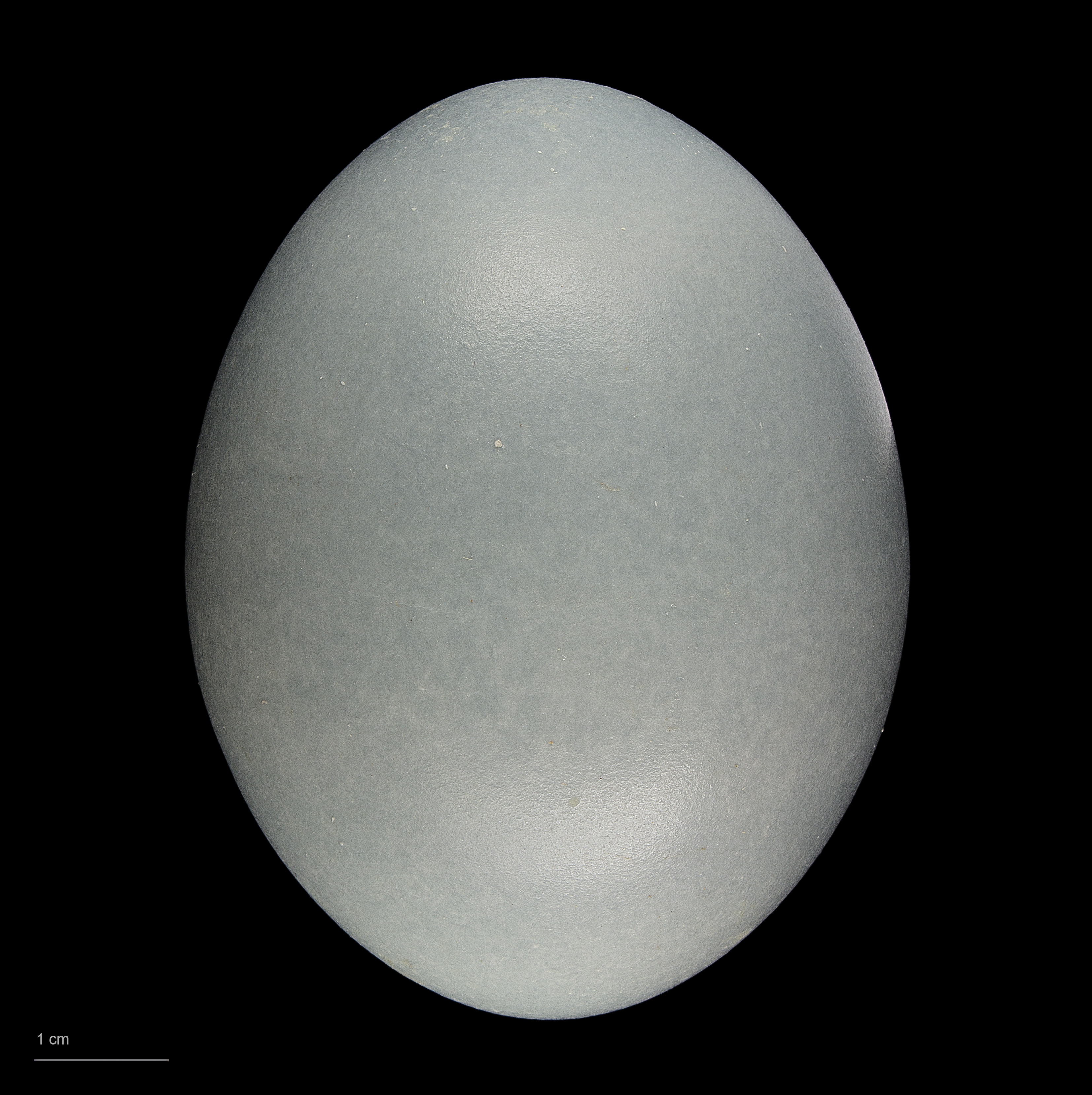
ägg av Tinamus solitarius